# Ocampo, Coahuila
Ocampo är en ort i Mexiko.   Den ligger i kommunen Ocampo och delstaten Coahuila, i den centrala delen av landet, 900 km norr om huvudstaden Mexico City. Ocampo ligger 1 122 meter över havet och antalet invånare är 2 951.
Terrängen runt Ocampo är platt åt nordost, men åt sydväst är den kuperad.  Trakten runt Ocampo är nära nog obefolkad, med mindre än två invånare per kvadratkilometer. Det finns inga andra samhällen i närheten. Omgivningarna runt Ocampo är i huvudsak ett öppet busklandskap.